# Збжа (Стараховицький повіт)
Збжа (пол. Zbrza) — село в Польщі, у гміні Павлув Стараховицького повіту Свентокшиського воєводства.
Населення — 78 осіб (2011).
У 1975-1998 роках село належало до Келецького воєводства.

## Демографія
Демографічна структура на день 31 березня 2011 року:
|          | Загалом | Допрацездатний вік | Працездатний вік | Постпрацездатний вік |
| -------- | ------- | ------------------ | ---------------- | -------------------- |
| Чоловіки | 39      | 10                 | 27               | 2                    |
| Жінки    | 39      | 6                  | 22               | 11                   |
| Разом    | 78      | 16                 | 49               | 13                   |